# Бун (окръг, Небраска)
Вижте пояснителната страница за други значения на Бун.
Окръг Бун (на английски: Boone County) е окръг в щата Небраска, Съединени американски щати. Площта му е 1779 km², а населението - 6259 души (2000). Административен център е град Албиън.